# جي إيدت
جي إيدت (بالإنجليزية: jEdit)‏، برنامج حر لتحرير التعليمات البرمجية مرخص تحت رخصة جنو العمومية لأنظمة التشغيل ويندوز وماكنتوش ويونكس، كُتب بلغة البرمجة جافا وهو مستضاف على سورس فورج. بدأ البرنامج عام 1998.